# Layout
Layout, også kaldet opsætning, er det at arrangere tekst, illustrationer og andre grafiske virkemidler på papir – som i aviser og magasiner. En grafiker er en person, der laver layout.
Fagudtryk inden for avis- og magasinlayout:
- Cicero (måleenhed)
- Dummy
- Layoutelementer i aviser og magasiner
  - Avishoved
  - Billedtekst
  - Brødtekst
  - Byline
  - Forsidehenvisning
  - Frise
  - Grafik (produkt)
  - Illustration
  - Ledeorden fagterm > et fagudtryk]
  - Logo
  - Manchet
  - Mellemrubrik
  - Nyhedsgrafik
  - Rubrik – artikeloverskrift eller -titel
  - Underrubrik
- Skrifttype/Font
- Typer